# British Empire Games 1950
De vierde British Empire Games, een evenement dat tegenwoordig onder de naam Gemenebestspelen bekend is, werden gehouden van 4 tot en met 11 februari 1950 in Auckland, Nieuw-Zeeland.
Er namen twaalf teams deel aan deze spelen, drie minder dan op de vorige editie. Debuterende teams waren het recent gevormde Malaya en Nigeria. Net als in 1938 ontbraken Hongkong en Jamaica weer en ook Bermuda, Brits-Guiana, Noord-Ierland en Trinidad en Tobago stuurden geen afvaardiging. Ook de in 1948 onafhankelijk geworden landen India en Pakistan, die in 1934 en 1938 nog gezamenlijk onder de vlag van Brits-Indië deelnamen, namen niet deel.
Er werden er negen sporten beoefend. De sporten gewichtheffen en schermen werden voor het eerst op deze spelen beoefend. De openingsceremonie vond plaats in het Eden Park voor 40.000 toeschouwers.

## Deelnemende teams

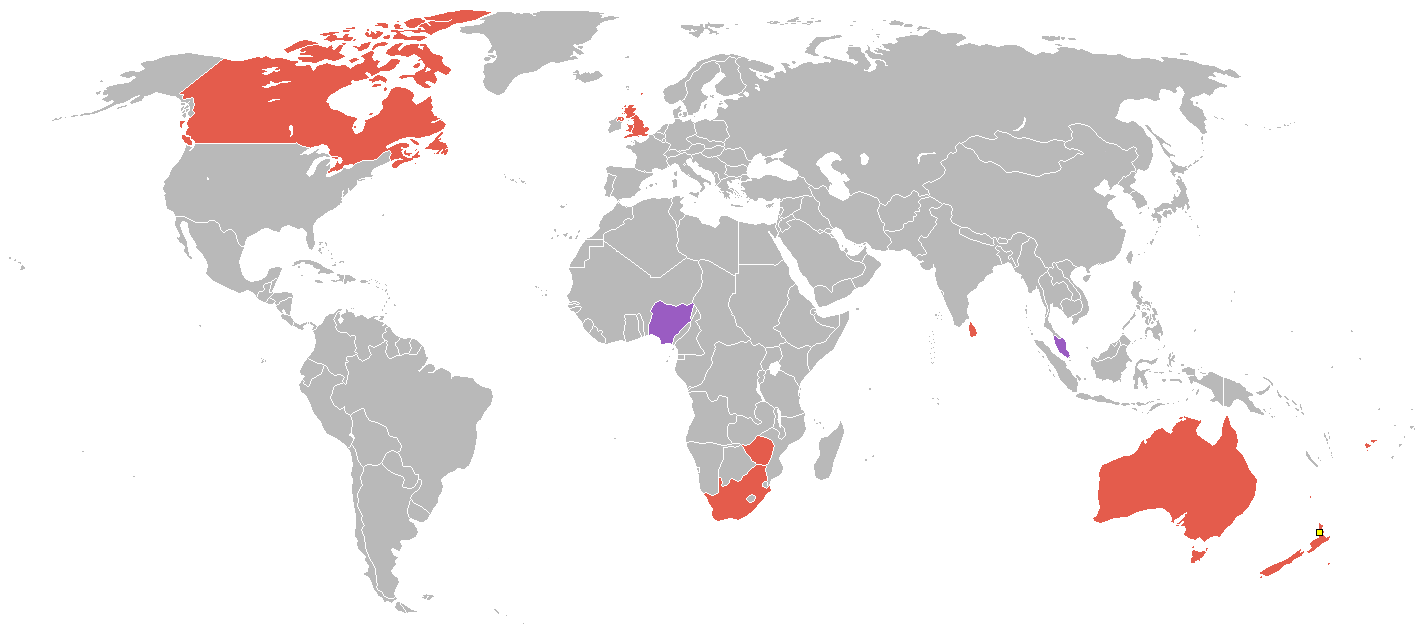
Deelnemende teams

## Sporten
| Sport                                      | Onderdelen | Onderdelen | Onderdelen |
| Sport                                      | Tot.       | M          | V          |
| ------------------------------------------ | ---------- | ---------- | ---------- |
| Atletiek                                   | 28         | 20         | 8          |
| Boksen                                     | 8          | 8          | 0          |
| Bowls                                      | 3          | 3          | 0          |
| Gewichtheffen                              | 6          | 6          | 0          |
| Roeien                                     | 5          | 5          | 0          |
| Schermen                                   | 7          | 6          | 1          |
| Wielersport                                | 5          | 5          | 0          |
| Worstelen                                  | 8          | 8          | 0          |
| Zwemsport Schoonspringen Waterpolo Zwemmen | 4 1 13     | 2 1 7      | 2 0 6      |
| Totaal                                     | 88         | 71         | 17         |

## Medailleklassement
|        | Land          | Goud | Zilver | Brons | Totaal |
| ------ | ------------- | ---- | ------ | ----- | ------ |
| 1      | Australië     | 34   | 27     | 19    | 80     |
| 2      | Engeland      | 19   | 16     | 13    | 48     |
| 3      | Nieuw-Zeeland | 10   | 22     | 20    | 52     |
| 4      | Canada        | 8    | 9      | 14    | 31     |
| 5      | Zuid-Afrika   | 8    | 4      | 8     | 20     |
| 6      | Schotland     | 5    | 3      | 2     | 10     |
| 7      | Malakka       | 2    | 1      | 1     | 4      |
| 8      | Fiji          | 1    | 2      | 2     | 5      |
| 9      | Ceylon        | 1    | 2      | 1     | 4      |
| 10     | Nigeria       | 0    | 1      | 0     | 1      |
| 10     | Wales         | 0    | 1      | 0     | 1      |
| 10     | Zuid-Rhodesië | 0    | 1      | 0     | 1      |
| Totaal | Totaal        | 88   | 89     | 80    | 257    |

Atletiek · Boksen · Bowls · Gewichtheffen · Roeien · Schermen · Schoonspringen · Waterpolo · Wielersport · Worstelen · Zwemmen
1930 ·
1934 ·
1938 ·
1950 ·
1954 · 
1958 · 
1962 · 
1966 ·
1970 · 
1974 ·
1978 ·
1982 ·
1986 ·
1990 ·
1994 ·
1998 ·
2002 ·
2006 ·
2010 ·
2014 ·
2018 ·
2022 ·
2026